# Glenea discomaculata
Glenea discomaculata là một loài bọ cánh cứng trong họ Cerambycidae.